# Shiv Sena
Shiv Sena (hindi शिवसेना, Śiw Sena, Armia Sziwadżiego) – nacjonalistyczno-prawicowa partia hinduistyczna w stanie Maharashtra. Członkowie Armii Śiwy określani są terminem Shivsainiks.

## Historia
Shiv Sena powstała 19 czerwca 1966. Jej założyciel to Balasaheb Thackeray, syn Prabodhankar Thackeraya aktywisty United Maharashtra Committee (Samyukta Maharashtra Samiti) – organizacji która doprowadziła 1 maja 1960 do podziału pobrytyjskiego stanu Bombay według kryterium językowego na stany Gujarat i Maharashtra istniejące obecnie. Dlatego polityczne zaplecze partii ma swój rodowód w zachodnioindyjskim stanie Maharashtra.
W początkowym okresie istnienia wyróżniała się atakami na pozycje Communist Party of India, dzięki czemu zyskała poparcie Indyjskiego Kongresu Narodowego. Odpowiedzialna była też za pogromy ludności napływowej w 1968 (55 zabitych) i 1974 r. Wkrótce w 1970 w przyczynach śmierci Desai Krishna doszukiwano się udziału Shiv Sena.
Shiv Sena weszła do koalicji National Democratic Alliance utworzonej w 1988 przez Indyjską Partię Ludową. Po przegranej IPL w wyborach w 2004 partię opuściło dwóch ważnych działaczy. W wyniku wewnątrzpartyjnych sporów w lipcu odszedł Thackeray Rajsaheb, a w grudniu Raj Thackeray, siostrzeniec Balsaheba Thackeraya (który założył nową partię Sena Navnirman Maharashtra (MNS)).
W wyborach parlamentarnych w 2014 partia zdobyła ponad 10 milionów głosów (ok. 2%) i wprowadziła do Lok Sabha 18 reprezentantów (w stanie Maharasztra otrzymała około 21% głosów).

## Doktryna
- bhumiputr (syn ziemi) – Maharashtra to ziemia ludności marackiej, sprzeciwiająca się napływowi i zatrudnianiu ludności z sąsiadujących stanów
- hindutwa – hinduskość
- Wobec przyszłych (ale niedalekich w perspektywie czasowej) losów Indusów będących muzułmaninami, reprezentuje bardzo radykalne stanowisko: nalega na konwersję na hinduizm lub emigrację z Indii[4]

- Shiv Sena jest autorką propozycji zapisu w konstytucji indyjskiej, uniemożliwiającego hinduistom zmianę wyznania[5]

## Wpływ
- Muzułmanie indyjscy utworzyli w odpowiedzi podobną organizację, lecz o mniejszym znaczeniu na indyjskiej scenie politycznej, o nazwie: Adam Sena (Armia Adama)[6].

- Powstały też Shivsena Nepal i Nepal Shivsena.